# محمود (برغش)
بلدية محمود (بالإسبانية: Mahamud)‏, هي إحدى بلديات مقاطعة برغش, التي تقع في منطقة قشتالة وليون, والتي تقع في شمال غرب إسبانيا.
يبلغ عدد سكانها 175 نسمة وفقاً لإحصائية سنة (2002).